# Inteligência animal
O termo inteligência ou cognição animal se refere às capacidades cognitivas dos animais não-humanos, tais como as capacidades de criar ferramentas, mapas mentais, capacidade de se reconhecer, de planejamento consciente, aprendizagem, resolução de problemas e tomada de decisões, as quais, por tempos, foram consideradas faculdades exclusivas dos seres humanos.

## Histórico
Durante o século XX, a etologia e a psicologia animal se desenvolviam como assuntos distintos, enquanto os etólogos se concentravam no comportamento inato dos animais em campo, baseados principalmente na teoria da evolução, os psicólogos avaliaram os comportamentos aprendidos de espécies em laboratório. Essa divisão e a falta de associação de que as características cognitivas são uma mistura de fatores genéticos e ambientais atrasou avanços na área, porém, mais recentemente, campos que integravam as duas abordagens foram desenvolvidos, chamados principalmente de etologia cognitiva, ecologia cognitiva, ou cognição comparativa.  Ainda sim, existem muitos obstáculos, como a própria complexidade neural dos animais e dificuldade de suas compreensões, uma vez que os traços cognitivos são difíceis de avaliar e quantificar, sendo assim, os estudiosos da área necessitam de um vasto conhecimento da neurobiologia.

## Abordagem evolutiva
Traços cognitivos podem evoluir dentro das populações, comportamentos e tomadas de decisões por exemplo podem inclusive afetar a composição genética das populações, gerando acasalamento seletivo, e consequentemente levando a especiação. Uma condição importante para a evolução de traços cognitivos é a variação do condicionamento físico (fitness), como o tamanho, que em algumas espécies influencia na escolha do parceiro para o acasalamento, como por exemplo a preferência que o Amphipoda Gammarus minus exibe pelo tamanho dos olhos e antenas, favorecendo olhos menores em cavernas e maiores em nascentes, o que irá influenciar em diferenças cognitivas na visão dentre as populações.

## Influência ambiental
Além da influência da genética, o ambiente possui um papel definitivo para a determinação de características e consequentemente influenciam na cognição das populações, sendo essas os recursos alimentares, temperatura, interações com outras espécies, pluviosidade, entre outras. Um exemplo bastante curioso que faz ligação entre a capacidade cognitiva de aprendizado e a influência ambiental, é  o caso do macacos que habitam a Ilha de Koshima, no Japão. Um dos macaco aprendeu a lavar as batatas (itens alimentares comuns desses animais) na água salgada para limpá-las, e esse comportamento foi aprendido por outros macacos. Hoje, esse é um comportamento comum entre as gerações de macacos na ilha.

## Testes cognitivos
Muitos dos  artigos que abordam a cognição animal geralmente avaliam o tema por meio de testes, alguns já bem conhecidos, como a própria observação em laboratório ou em campo para examinar o uso de ferramentas, constatado em primatas, aves, polvos e outros inúmeros animais. Outro exemplo, foi o trabalho desenvolvido com a ave Aphelocoma coerulescens (Clayton & Dickinson, 1999) para avaliar se esses animais conseguiam se lembrar onde e quando tinham armazenado alimento. O experimento foi realizado com larvas de traça da cera e amendoins em lugares distintos. Foi constatado que as aves não só conseguiam se lembrar onde tinham armazenado, como também a evitar procurar vermes que já estavam há certo tempo armazenados e em decomposição, preferindo os amendoins.  
Outro exemplo, foi um estudo realizado com cães e lobos (Miklósi et al. 2003) já socializados com seres humanos, em que foi constatado que ambos conseguiam encontrar o alimento escondido, porém o desempenho dos cães foi superior. Além disso, quando os cães não conseguiam localizar, buscavam o olhar dos experimentadores, como em busca de ajuda diferentemente dos lobos. Esse resultado sugere que cães possuem habilidade de interação comunicativa com seres humanos, provavelmente derivada de processos evolutivos de milhares de anos de interação. 

## Moral animal
Podem-se reconhecer em alguns primatas comportamentos que podem ser reconhecidos como uma espécie de moral entre tais animais. Em notícia publicada no jornal The New York Times, relata-se o caso de que alguns chimpanzés, que são animais que não sabem nadar, morreram afogados em piscinas de um zoológico tentando salvar os outros de sua espécie. Alguns macacos rhesus, por sua vez, passaram fome por vários dias, uma vez que só podiam obter comida puxando uma corrente que causava choque elétrico a um companheiro, o que mostra um padrão emocional de excepção e não necessariamente de regra e que também pouco tem a ver com pura cognição, mas sim com tipos de valores que mesmo nos bípedes nunca foi um consenso quando se compara as temporalidades e espacialidades em que estes seres tenham vivido e existido em grupos; também não existe na natureza nada que comprove que este padrão seja a regra ou mesmo que seja algo "superior" a outros padrões verificados. Ambos têm capacidades de raciocínio diferentes e muito particulares.